# 앤 불린
앤 불린(Anne Boleyn, 1501년/1507년 ~ 1536년 5월 19일)은 헨리 8세의 두 번째 왕비이다. 헨리 8세는 교황청이 전처인 아라곤의 카탈리나와 이혼을 불허하자 로마 가톨릭교회에서 잉글랜드 교회를 분리하는 수장령을 선포하고 앤 불린과 결혼을 강행하였다.:286-289 이 결혼은 그리 오래가지 않았으며 헨리 8세는 또 다시 이혼을 결심하고 앤 불린을 불륜과 이단, 모반 등의 혐의로 처형하였다. 앤 불린을 둘러싼 이러한 상황은 잉글랜드의 종교 개혁과 밀접하게 관련되어 있다. 엘리자베스 1세의 생모이다.:4
앤 불린은 토머스 불린과 엘리자베스 하워드 부부의 딸로 어린 시절 네덜란드와 프랑스에서 자랐다. 1522년 사촌인 제임스 버틀러와 결혼하기 위해 귀국하였으나 이 혼사는 성사되지 않았고, 대신 헨리 8세의 왕비인 카탈리나의 시녀가 되었다. 이듬해인 1523년 헨리 퍼시와 혼담이 오갔으나 이 혼담도 이루어 지지 않았다.
1526년 2월에서 3월 무렵 헨리 8세는 앤 불린에게 자신의 정부가 되달라고 요구 하기 시작하였다. 이미 언니인 메리 불린이 헨리 8세의 정부였고 옆에서 그 사이를 지켜보았던 앤 불린은 이 요구를 완강히 거부하고 오직 정식 결혼만 받아들일 수 있다고 요구하였다. 헨리 8세는 딸 메리가 있었지만 왕위를 물려줄 아들을 간절히 원하고 있었기 때문에 카탈리나와 이혼하고 앤 불린과 결혼하기로 결심하였다.
당시 유럽 기독교 세계에서 결혼은 신성한 것으로 여져졌고 이혼은 원칙적으로 허용되지 않았지만, 왕족이나 귀족은 대개의 경우 정략 결혼으로 맺어진 사이였기 때문에 결혼을 무효화 하는 방식으로 이혼하는 것은 드문 일이 아니었다. 헨리 8세 역시 카탈리나가 요절한 형 아서 튜더와 이미 결혼하였기 때문에 자신과의 결혼은 무효라는 주장을 펼쳤다. 그러나 교황청은 헨리 8세의 이러한 주장을 받아들이지 않았고 헨리 8세는 잉글랜드 교회의 분립을 선언하게 된다.
수 많은 갈등 속에서 이루어진 결혼은 오래 가지 못하였다. 앤 불린은 엘리자베스를 낳았지만 이후 유산을 반복하였고, 앤 불린이 더 이상 아이를 낳을 수 없다고 생각한 헨리 8세는 아들을 낳아 줄 또 다른 여성에게 눈을 돌렸다. 1536년 4월 앤 불린은 불륜과 이단, 모반 등의 혐의로 체포되어 런던탑에 수감되었다가 5월 19일 참수형으로 처형되었다. 그로부터 11일 후에 헨리 8세는 앤 불린의 시녀 출신이었던 제인 시모어와 결혼하여 또 다시 시녀에서 왕비로 신분이 바뀌는 일이 일어났지만, 헨리 8세의 결혼과 이혼 편력은 계속되었다.

## 생애
앤 불린의 아버지는 외교관 토머스 불린, 어머니는 명문집안인 하워드 가문의 엘리자베스였다. 생년월일은 명확하지 않으나 초여름에 노포크 지방에서 태어난 것으로 추정된다. 여러 기록들에 의하면 앤 불린은 1499년에서 1512년 사이에 태어난 것으로 보이나 학계에서는 1501년이나 1507년을 가장 신빙성 있게 보고 있다. 후에 헨리 8세의 다섯 번째 왕비가 되는 캐서린 하워드는 그녀의 외삼촌 에드먼드 하워드 경의 딸이었다.
그녀의 자매 메리 불린 역시 헨리 8세의 정부였다. 윌리엄 캐리의 미망인으로 한때 헨리 8세의 정부였던 언니 메리 불린은 윌리엄 스태포드와 재혼하였다.
총명하고 재치있는 성격으로 어렸을 때부터 프랑스 궁정에서 수업을 받으며 예법을 닦았고 프랑스어와 라틴어에 능숙했다. 프랑스의 루이 12세의 왕비 메리 튜더의 시녀가 되었다가 루이 12세가 승하하고 프랑수아 1세가 즉위하자 그의 정비 클로드의 시녀로 간택되었다. 오랜 프랑스 생활로 프랑스 문화에 동화된 앤 불린은 이후로도 프랑스식 옷차림, 문학, 음악, 그리고 종교개혁에 깊은 관심을 보인다.
1521년경 앤 불린은 오몬드 공작과의 혼담을 위해 잉글랜드로 돌아와 헨리 8세의 정비 아라곤의 캐서린의 시녀가 된다. 지참금 문제로 오몬드 공작과의 혼담이 무산되자 앤 불린은 노섬브리아 공작의 후계자 헨리 퍼시와 사랑에 빠져 결혼을 약속한다. 그러나 두 사람의 신분 차이와 토머스 울지 추기경의 반대로 퍼시와의 결혼은 무산되었다. 이에 낙심한 헨리 퍼시는 궁정을 떠났다.
전기작가 안토니아 프레이저에 따르면 헨리 8세가 앤 불린을 의식하기 시작한 것은 1526년경이라고 한다. 앤 불린은 전통적인 금발에 푸른 눈을 가진 미인은 아니었으나 흑발에 까만 눈의 매력적인 여인이었다. 당시 유럽 유행의 최첨단을 걸었던 프랑스 궁정에서 받은 교육 덕분에 세련된 기품이 배어 있었으며 화술도 뛰어났다. 이미 앤의 누이(언니인지 동생인지는 정확하지 않으나 메리가 언니라는 설이 가장 유력하다) 메리 불린을 정부로 두었던 전력이 있는 헨리 8세는 앤마저 정부로 삼으려 했다. 그러나 앤은 왕의 유혹을 거절하며 정식 결혼을 요구했다. 왕비 캐서린에게서 아들을 얻지 못했던 헨리 8세는 젊은 앤 불린이 왕자를 낳아 줄 것이라는 희망을 품게 된다.
1527년 헨리 8세는 캐서린과의 이혼을 시도하였다. 캐서린의 거센 저항과 로마 교황청의 끈질긴 반대에 부딪히자 헨리 8세는 결국 종교개혁을 일으켜 잉글랜드 교회를 로마 가톨릭에서 분리시키고 나서 스스로 교회의 우두머리가 되었다. 1529년부터 앤은 왕의 총애를 받으며 잉글랜드 궁정에서 출세가도를 걷는다. 하지만, 앤 불린은 신실한 캐서린 왕비를 왕궁에서 쫓아낸 여자라고 백성의 반감을 샀다.
1532년 헨리 8세는 앤에게 펨브로크 후작(Marquess of Pembroke)의 지위를 내려 그녀의 신분을 격상시켰다. 미혼 여성이 직접 작위를 하사받은 것은 전례가 없는 일이었다. 같은 해 크랜머 대주교가 헨리 8세와 캐서린의 결혼을 성경적이지 않은 것이라는 판결을 내리면서 무효로 했다.
1533년 1월경 헨리 8세와 앤 불린은 정식으로 결혼식을 올린다. 당시 앤은 이미 임신한 상태였다. 같은 해 6월 1일 앤 불린은 호화로운 예식을 통해 잉글랜드의 왕비로 즉위했다.
1533년 9월 7일 앤은 딸 엘리자베스를 낳았다. 헨리 8세는 실망했으나 곧 아들도 생길 것이라며 희망을 잃지 않았다. 그러나 앤이 수차례에 걸쳐 유산을 반복했고, 부부 사이의 말다툼이 잦아지자 왕의 마음도 앤에게서 멀어졌다. 대신 왕은 앤 불린의 시녀 제인 시모어에게 눈길을 주기 시작한다. 앤 불린의 정적 토머스 크롬웰은 제인 시모어를 지지하면서 왕비와 불린 가의 추락을 획책했다.
1536년 앤 불린과 남동생 로시포드 공작 조지 불린, 그리고 두 사람과 가까운 귀족 청년들 몇몇은 간통과 반역, 근친상간 혐의로 런던 탑에 감금되었다. 심지어 앤 불린은 마법으로 왕을 유혹했다는 혐의도 받았다. 이를 뒷받침할 증거가 부족했으나 앤 불린은 두 차례에 걸친 재판에서 모두 유죄 선고를 받았다. 본래 앤은 화형당하기로 판결되었으나 나중에 헨리 8세에 의하여 참수로 감형되었다. 참수형이 확정되자 앤은 자신의 시녀에게 “내 목이 가늘어서 다행이다.”라고 씁쓸한 농담을 건넸다고 한다. 앤의 사형 집행은 그때 당시 참수에 흔히 쓰이던 도끼 대신 잘 드는 칼을 사용하기로 결정되었고 왕은 앤의 참수를 위해 프랑스에서 칼을 쓰는 노련한 사람을 특별히 고용했다.
동생 로시포드 공작이 처형당한 지 이틀 후인 5월 19일, 앤 불린은 런던 탑에서 참수되었다. 사형장에서 앤 불린은 구경꾼들에게 왕에게는 잘못이 없으니 충성을 다해 섬겨달라고 부탁하는 연설을 남겼다. 앤 불린의 마지막 말은 “주님께 제 영혼을 맡깁니다.”였다. 앤 불린의 사형 집행은 단칼에 마무리되었다.

## 전설
- 앤 불린의 왼손 손가락이 여섯 개였다거나 얼굴에 큰 사마귀가 있었다는 소문은 앤이 마녀로 몰려 사형당한 사실에서 비롯된 유언비어로 추정된다. 왕족이 아닌 한 신체적으로 큰 결함이 있는 여성이 왕비가 되는 일은 드물었다. 1857년에 앤 불린의 유골이 발견됨에 따라 그녀의 손가락이 여섯 개였다는 소문은 거짓이었음이 밝혀졌다.
- 런던 탑에는 밤마다 머리 없는 앤 불린의 유령이 떠돌아다닌다는 전설이 있다.